# Équipe d'Inde féminine de football
Cet article traite de l'équipe féminine. Pour l'équipe masculine, voir Équipe d'Inde de football.
Maillots
L'équipe d'Inde féminine de football est une sélection des meilleures joueuses indiennes sous l'égide de la Fédération d'Inde de football.

## Histoire
En 1979 lors de la 3e édition de la coupe d’Asie des nations en Inde.
L'inde forme 2 équipes nationales Inde du nord et Inde du sud, elles vont disparaître après le tournoi.
Inde du sud 2-0 Australie-Occidentale, 0-0 Taïwan, V-D Inde du nord, V-D Malaisie, 3-1 Hong Kong, 0-2 Taïwan.
Inde du nord 0-5 Taïwan, 0-3 Australie Occidentale, 0-3 Malaisie, V-D Hong Kong.
l'Inde du sud finira finaliste, en perdant la finale 0-2 contre Taïwan.

## Classement FIFA
| Année              | 2003 | 2004 | 2005 | 2006 | 2007 | 2008 | 2009 | 2010 | 2011 | 2012 | 2013 | 2014 | 2015 | 2016 | 2017 | 2018 | 2019 | 2020 | 2021 | 2022 | 2023 | 2024 |
| ------------------ | ---- | ---- | ---- | ---- | ---- | ---- | ---- | ---- | ---- | ---- | ---- | ---- | ---- | ---- | ---- | ---- | ---- | ---- | ---- | ---- | ---- | ---- |
| Classement mondial | 57   | 58   | 56   | 55   | 55   | 52   | 92   | 56   | 53   | 52   | 49   | 53   | 57   | 54   | 57   | 62   | 57   | 53   | 55   | 61   | 65   | 69   |
| Classement AFC     | 11   | 11   | 11   | 11   | 11   | 11   |      | 13   | 11   | 10   | 11   | 10   | 11   | 12   | 13   |      | 11   | 10   | 11   | 12   | 13   | 13   |

## Parcours dans les compétitions internationales

### Parcours enCoupe du monde féminine de football
- 1991 : Non inscrit
- 1995 : Non inscrit
- 1999 : Tour préliminaire
- 2003 : Tour préliminaire
- 2007 : Tour préliminaire
- 2011 : Non inscrit
- 2015 : Tour préliminaire
- 2019 : Tour préliminaire
- 2023 : Forfait
- 2027 : À venir
- 2031 : À venir
- 2035 : À venir

### Parcours enCoupe d'Asie féminine de football
- 1975 : Non inscrit
- 1977 : Non inscrit
- 1979 :  Finaliste
- 1981 :  3e
- 1983 :  Finaliste
- 1986 : Non inscrit
- 1989 : Non inscrit
- 1991 : Non inscrit
- 1993 : Non inscrit
- 1995 : 1er tour
- 1997 : 1er tour
- 1999 : 1er tour
- 2001 : 1er tour
- 2003 : 1er tour
- 2006 : Tour préliminaire
- 2008 : Tour préliminaire
- 2010 : Non inscrit
- 2014 : Tour préliminaire
- 2018 : Tour préliminaire
- 2022 : Qualifiée à l'origine comme hôte, mais s'est retirée en raison d'une épidémie de COVID-19 au sein de l'équipe.
- 2026 : Qualifiée
- 2029 : À venir

### Parcours enChampionnat d'Asie du Sud féminin de football
- 2010 :  Vainqueur
- 2012 :  Vainqueur
- 2014 :  Vainqueur
- 2016 :  Vainqueur
- 2019 :  Vainqueur
- 2022 : Demi-finaliste
- 2024 : Demi-finaliste

### Parcours aux Jeux d'Asie du Sud
- 2010 :  Vainqueur
- 2016 :  Vainqueur

## Effectif actuel

### Match par adversaire
| Date              | Lieu                            | Équipe | Résultat | Adversaire          |
| ----------------- | ------------------------------- | ------ | -------- | ------------------- |
| 8 juin 1981       | Hong Kong                       | Inde   | 5-0      | Singapour           |
| 10 juin 1981      | Hong Kong                       | Inde   | 8-0      | Philippines         |
| 12 juin 1981      | Hong Kong                       | Inde   | 0-0      | Hong Kong           |
| 15 juin 1981      | Hong Kong                       | Inde   | 0-1      | Thaïlande           |
| 17 juin 1981      | Hong Kong                       | Inde   | 2-0      | Hong Kong           |
| 10 avril 1983     | Thailande                       | Inde   | 5-0      | Philippines         |
| 11 avril 1983     | Thailande                       | Inde   | 1-0      | Hong Kong           |
| 12 avril 1983     | Thailande                       | Inde   | 3-0      | Malaisie            |
| 14 avril 1983     | Thailande                       | Inde   | 1-2      | Thaïlande           |
| 15 avril 1983     | Thailande                       | Inde   | 1-0      | Singapour           |
| 17 avril 1983     | Thailande                       | Inde   | 0-3      | Thaïlande           |
| 23 septembre 1995 | Malaisie                        | Inde   | 0-1      | Ouzbékistan         |
| 25 septembre 1995 | Malaisie                        | Inde   | 0-6      | Japon               |
| 27 septembre 1995 | Malaisie                        | Inde   | 0-5      | Corée du Sud        |
| 5 décembre 1997   | Bangkok Thailande               | Inde   | 3-0      | Hong Kong           |
| 7 décembre 1997   | Bangkok Thailande               | Inde   | 0-1      | Japon               |
| 9 décembre 1997   | Bangkok Thaïlande               | Inde   | 10-0     | Guam                |
| 7 décembre 1998   | Pathum Thani Thaïlande          | Inde   | 0-7      | Corée du Sud        |
| 9 décembre 1998   | Pathum Thani Thaïlande          | Inde   | 1-13     | Taipei chinois      |
| 11 décembre 1998  | Bangkok Thaïlande               | Inde   | 0-16     | Chine               |
| 7 novembre 1999   | Philippines                     | Inde   | 0-7      | Corée du Nord       |
| 9 novembre 1999   | Philippines                     | Inde   | 3-0      | Malaisie            |
| 13 novembre 1999  | Philippines                     | Inde   | 0-3      | Vietnam             |
| 15 novembre 1999  | Philippines                     | Inde   | 0-2      | Taipei chinois      |
| 4 décembre 2001   | Taïwan                          | Inde   | 0-7      | Corée du Sud        |
| 6 décembre 2001   | Taïwan                          | Inde   | 0-5      | Taipei chinois      |
| 10 décembre 2001  | Taïwan                          | Inde   | 0-1      | Thaïlande           |
| 12 décembre 2001  | Taïwan                          | Inde   | 3-0      | Malaisie            |
| 6 juin 2003       | Nakhon Sawan Thaïlande          | Inde   | 6-0      | Ouzbékistan         |
| 11 juin 2003      | Nakhon Sawan Thaïlande          | Inde   | 0-12     | Chine               |
| 13 juin 2003      | Nakhon Sawan Thaïlande          | Inde   | 1-2      | Vietnam             |
| 12 juin 2005      | ---                             | Inde   | 10-0     | Guam                |
| 14 juin 2005      | ---                             | Inde   | 1-2      | Taipei chinois      |
| 20 juin 2005      | ---                             | Inde   | 2-3      | Thaïlande           |
| 17 février 2008   | Taïwan                          | Inde   | 0-5      | Corée du Sud        |
| 25 février 2008   | Taïwan                          | Inde   | 0-5      | Corée du Sud        |
| 20 octobre 2008   | Inde                            | Inde   | 3-1      | Iran                |
| 27 octobre 2008   | Iran                            | Inde   | 1-4      | Iran                |
| 29 janvier 2010   | ---                             | Inde   | 8-1      | Sri Lanka           |
| 31 janvier 2010   | ---                             | Inde   | 6-0      | Pakistan            |
| 4 février 2010    | ---                             | Inde   | 5-0      | Népal               |
| 6 février 2010    | ---                             | Inde   | 7-0      | Bangladesh          |
| 8 février 2010    | ---                             | Inde   | 3-1      | Sri Lanka           |
| 13 décembre 2010  | Cox's Bazar Bangladesh          | Inde   | 18-0     | Bhoutan             |
| 15 décembre 2010  | Cox's Bazar Bangladesh          | Inde   | 7-0      | Sri Lanka           |
| 17 décembre 2010  | Cox's Bazar Bangladesh          | Inde   | 6-0      | Bangladesh          |
| 20 décembre 2010  | Cox's Bazar Bangladesh          | Inde   | 8-0      | Pakistan            |
| 23 décembre 2010  | Cox's Bazar Bangladesh          | Inde   | 1-0      | Népal               |
| 18 mars 2011      | ---                             | Inde   | 3-0      | Bangladesh          |
| 22 mars 2011      | Inde                            | Inde   | 1-1      | Ouzbékistan         |
| 23 décembre 2011  | Ouzbékistan                     | Inde   | 1-5      | Ouzbékistan         |
| 7 septembre 2012  | Colombo Sri Lanka               | Inde   | 3-0      | Bangladesh          |
| 9 septembre 2012  | Colombo Sri Lanka               | Inde   | 5-0      | Sri Lanka           |
| 11 septembre 2012 | Colombo Sri Lanka               | Inde   | 11-0     | Bhoutan             |
| 14 septembre 2012 | Colombo Sri Lanka               | Inde   | 11-0     | Afghanistan         |
| 16 septembre 2012 | Colombo Sri Lanka               | Inde   | 3-1      | Népal               |
| 14 mai 2013       | ---                             | Inde   | 2-1      | Bahreïn             |
| 16 mai 2013       | ---                             | Inde   | 2-0      | Bahreïn             |
| 21 mai 2013       | ---                             | Inde   | 0-2      | Birmanie            |
| 23 mai 2013       | ---                             | Inde   | 1-2      | Taipei chinois      |
| 25 mai 2013       | ---                             | Inde   | 1-1      | Palestine           |
| 14 septembre 2014 | Incheon Corée du Sud            | Inde   | 15-0     | Maldives            |
| 17 septembre 2014 | Incheon Corée du Sud            | Inde   | 0-10     | Corée du Sud        |
| 21 septembre 2014 | Incheon Corée du Sud            | Inde   | 0-10     | Thaïlande           |
| 13 novembre 2014  | Islamabad Pakistan              | Inde   | 8-0      | Maldives            |
| 15 novembre 2014  | Islamabad Pakistan              | Inde   | 5-1      | Bangladesh          |
| 17 novembre 2014  | Islamabad Pakistan              | Inde   | 12-0     | Afghanistan         |
| 19 novembre 2014  | Islamabad Pakistan              | Inde   | 5-0      | Sri Lanka           |
| 21 novembre 2014  | Islamabad Pakistan              | Inde   | 6-0      | Népal               |
| 13 mars 2015      | ---                             | Inde   | 4-0      | Sri Lanka           |
| 15 mars 2015      | ---                             | Inde   | 0-7      | Birmanie            |
| 5 février 2016    | Shillong Inde                   | Inde   | 0-0      | Maldives            |
| 9 février 2016    | Shillong Inde                   | Inde   | 5-0      | Sri Lanka           |
| 11 février 2016   | Shillong Inde                   | Inde   | 0-0      | Népal               |
| 13 février 2016   | Shillong Inde                   | Inde   | 5-1      | Bangladesh          |
| 15 février 2016   | Shillong Inde                   | Inde   | 4-0      | Népal               |
| 27 décembre 2016  | siliguri Inde                   | Inde   | 5-1      | Afghanistan         |
| 31 décembre 2016  | siliguri Inde                   | Inde   | 0-0      | Bangladesh          |
| 2 janvier 2017    | Siliguri Inde                   | Inde   | 3-1      | Népal               |
| 4 janvier 2017    | Siliguri Inde                   | Inde   | 3-1      | Bangladesh          |
| 3 avril 2017      | Pyongyang Corée du Nord         | Inde   | 0-8      | Corée du Nord       |
| 5 avril 2017      | Pyongyang Corée du Nord         | Inde   | 0-10     | Corée du Sud        |
| 7 avril 2017      | Pyongyang Corée du Nord         | Inde   | 1-7      | Ouzbékistan         |
| 11 avril 2017     | Pyongyang Corée du Nord         | Inde   | 2-0      | Hong Kong           |
| 31 juillet 2017   | Kuala Lumpur Malaisie           | Inde   | 2-0      | Malaisie            |
| 8 novembre 2018   | Rangoun Birmanie                | Inde   | 1-1      | Népal               |
| 11 novembre 2018  | Rangoun Birmanie                | Inde   | 7-1      | Bangladesh          |
| 13 novembre 2018  | Rangoun Birmanie                | Inde   | 1-2      | Birmanie            |
| 21 janvier 2019   | Hong Kong                       | Inde   | 5-2      | Hong Kong           |
| 23 janvier 2019   | Hong Kong                       | Inde   | 1-0      | Hong Kong           |
| 27 janvier 2019   | Tangerang Indonésie             | Inde   | 3-0      | Indonésie           |
| 30 janvier 2019   | Tangerang Indonésie             | Inde   | 2-0      | Indonésie           |
| 9 février 2019    | Bhubaneswar Inde                | Inde   | 1-0      | Iran                |
| 11 février 2019   | Bhubaneswar Inde                | Inde   | 1-2      | Népal               |
| 13 février 2019   | Bhubaneswar Inde                | Inde   | 0-2      | Birmanie            |
| 27 février 2019   | Sidé Turquie                    | Inde   | 0-1      | Ouzbékistan         |
| 1er mars 2019     | Alanya Turquie                  | Inde   | 10-0     | Turkménistan        |
| 3 mars 2019       | Alanya Turquie                  | Inde   | 0-3      | Roumanie            |
| 5 mars 2019       | Alanya Turquie                  | Inde   | 0-0(3-4) | Kazakhstan          |
| 13 mars 2019      | Biratnagar Népal                | Inde   | 6-0      | Maldives            |
| 17 mars 2019      | Biratnagar Népal                | Inde   | 5-0      | Sri Lanka           |
| 20 mars 2019      | Biratnagar Népal                | Inde   | 4-0      | Bangladesh          |
| 22 mars 2019      | Biratnagar Népal                | Inde   | 3-1      | Népal               |
| 3 avril 2019      | Mandalay Birmanie               | Inde   | 2-0      | Indonésie           |
| 6 avril 2019      | Mandalay Birmanie               | Inde   | 3-1      | Népal               |
| 9 avril 2019      | Mandalay Birmanie               | Inde   | 3-3      | Birmanie            |
| 29 août 2019      | Tachkent Ouzbékistan            | Inde   | 1-5      | Ouzbékistan         |
| 2 septembre 2019  | Tachkent Ouzbékistan            | Inde   | 1-1      | Ouzbékistan         |
| 3 novembre 2019   | Hanoï Vietnam                   | Inde   | 0-3      | Vietnam             |
| 6 novembre 2019   | Hanoï Vietnam                   | Inde   | 1-1      | Vietnam             |
| 3 décembre 2019   | Pokhara Népal                   | Inde   | 5-0      | Maldives            |
| 5 décembre 2019   | Pokhara Népal                   | Inde   | 6-0      | Sri Lanka           |
| 7 décembre 2019   | Pokhara Népal                   | Inde   | 1-0      | Népal               |
| 9 décembre 2019   | Pokhara Népal                   | Inde   | 2-0      | Népal               |
| 17 février 2021   | Kargıcak Turquie                | Inde   | 0-2      | Serbie              |
| 19 février 2021   | Kargıcak Turquie                | Inde   | 0-8      | Russie              |
| 23 février 2021   | Kargıcak Turquie                | Inde   | 2-3      | Ukraine             |
| 5 avril 2021      | Almalyk Ouzbékistan             | Inde   | 0-1      | Ouzbékistan         |
| 8 avril 2021      | Almalyk Ouzbékistan             | Inde   | 1-2      | Biélorussie         |
| 2 octobre 2021    | Dubaï Émirats arabes unis       | Inde   | 4-1      | Émirats arabes unis |
| 4 octobre 2021    | Dubaï Émirats arabes unis       | Inde   | 0-1      | Tunisie             |
| 10 octobre 2021   | Hamad Town Bahreïn              | Inde   | 5-0      | Bahreïn             |
| 13 octobre 2021   | Hamad Town Bahreïn              | Inde   | 1-0      | Taipei chinois      |
| 25 novembre 2021  | Manaus Brésil                   | Inde   | 1-6      | Brésil              |
| 28 novembre 2021  | Manaus Brésil                   | Inde   | 0-3      | Chili               |
| 1er décembre 2021 | Manaus Brésil                   | Inde   | 1-2      | Venezuela           |
| 5 avril 2022      | Zarka Jordanie                  | Inde   | 1-0      | Égypte              |
| 8 avril 2022      | Zarka Jordanie                  | Inde   | 1-0      | Jordanie            |
| 7 septembre 2022  | Katmandou Népal                 | Inde   | 3-0      | Pakistan            |
| 10 septembre 2022 | Katmandou Népal                 | Inde   | 9-0      | Maldives            |
| 13 septembre 2022 | Katmandou Népal                 | Inde   | 0-3      | Bangladesh          |
| 16 septembre 2022 | Katmandou Népal                 | Inde   | 0-1      | Népal               |
| 15 février 2023   | Madras Inde                     | Inde   | 2-2      | Népal               |
| 18 février 2023   | Madras Inde                     | Inde   | 0-0      | Népal               |
| 19 mars 2023      | Amman Jordanie                  | Inde   | 1-2      | Jordanie            |
| 22 mars 2023      | Amman Jordanie                  | Inde   | 0-0      | Jordanie            |
| 28 mars 2023      | Tachkent Ouzbékistan            | Inde   | 2-3      | Ouzbékistan         |
| 4 avril 2023      | Bichkek Kirghizistan            | Inde   | 5-0      | Kirghizistan        |
| 7 avril 2023      | Bichkek Kirghizistan            | Inde   | 4-0      | Kirghizistan        |
| 21 septembre 2023 | Wenzhou Chine                   | Inde   | 1-2      | Taipei chinois      |
| 24 septembre 2023 | Wenzhou Chine                   | Inde   | 0-1      | Thaïlande           |
| 26 octobre 2023   | Tachkent Ouzbékistan            | Inde   | 0-7      | Japon               |
| 29 octobre 2023   | Tachkent Ouzbékistan            | Inde   | 1-3      | Vietnam             |
| 1er novembre 2023 | Tachkent Ouzbékistan            | Inde   | 0-3      | Ouzbékistan         |
| 21 février 2024   | Alanya Turquie                  | Inde   | 4-3      | Estonie             |
| 24 février 2024   | Alanya Turquie                  | Inde   | 2-0      | Hong Kong           |
| 27 février 2024   | Alanya Turquie                  | Inde   | 0-1      | Kosovo              |
| 31 mai 2024       | Tachkent Ouzbékistan            | Inde   | 0-3      | Ouzbékistan         |
| 4 juin 2024       | Tachkent Ouzbékistan            | Inde   | 0-0      | Ouzbékistan         |
| 9 juillet 2024    | Rangoun Birmanie                | Inde   | 1-2      | Birmanie            |
| 12 juillet 2024   | Rangoun Birmanie                | Inde   | 1-1      | Birmanie            |
| 17 octobre 2024   | Katmandou Népal                 | Inde   | 5-2      | Pakistan            |
| 23 octobre 2024   | Katmandou Népal                 | Inde   | 1-3      | Bangladesh          |
| 27 octobre 2024   | Katmandou Népal                 | Inde   | 1-1(2-4) | Népal               |
| 30 décembre 2024  | Bangalore Inde                  | Inde   | 14-0     | Maldives            |
| 2 janvier 2025    | Bangalore Inde                  | Inde   | 11-1     | Maldives            |
| 20 février 2025   | Al Hamriyah Émirats arabes unis | Inde   | 2-0      | Jordanie            |
| 23 février 2025   | Al Hamriyah Émirats arabes unis | Inde   | 0-2      | Russie              |
| 26 février 2025   | Al Hamriyah Émirats arabes unis | Inde   | 0-3      | Corée du Sud        |
| 30 mai 2025       | Bangalore Inde                  | Inde   | 0-1      | Ouzbékistan         |
| 3 juin 2025       | Bangalore Inde                  | Inde   | 0-1      | Ouzbékistan         |
| 23 juin 2025      | Chiang Mai Thaïlande            | Inde   | 13-0     | Mongolie            |
| 29 juin 2025      | Chiang Mai Thaïlande            | Inde   | 4-0      | Timor oriental      |
| 2 juillet 2025    | Chiang Mai Thaïlande            | Inde   | 5-0      | Irak                |
| 5 juillet 2025    | Chiang Mai Thaïlande            | Inde   | 2-1      | Thaïlande           |
| 4 mars 2026       | Perth Australie                 | Inde   | -        | Vietnam             |
| 7 mars 2026       | Perth Australie                 | Inde   | -        | Japon               |
| 10 mars 2026      | Sydney Australie                | Inde   | -        | Taipei chinois      |

### Nations rencontrées
| Adversaire          | Joués | Victoires | Matchs nuls | Défaites | Buts pour | Buts contre |
| ------------------- | ----- | --------- | ----------- | -------- | --------- | ----------- |
| Afghanistan         | 3     | 3         | 0           | 0        | 28        | 1           |
| Bahreïn             | 6     | 5         | 0           | 1        | 14        | 5           |
| Bangladesh          | 12    | 9         | 1           | 2        | 43        | 10          |
| Bhoutan             | 2     | 2         | 0           | 0        | 29        | 0           |
| Biélorussie         | 1     | 0         | 0           | 1        | 1         | 2           |
| Birmanie            | 7     | 0         | 2           | 5        | 6         | 19          |
| Brésil              | 1     | 0         | 0           | 1        | 1         | 6           |
| Chili               | 1     | 0         | 0           | 1        | 0         | 3           |
| Chine               | 2     | 0         | 0           | 2        | 0         | 28          |
| Corée du Nord       | 2     | 0         | 0           | 2        | 0         | 15          |
| Corée du Sud        | 8     | 0         | 0           | 8        | 0         | 49          |
| Égypte              | 1     | 1         | 0           | 0        | 1         | 0           |
| Émirats arabes unis | 1     | 1         | 0           | 0        | 5         | 0           |
| Estonie             | 1     | 1         | 0           | 0        | 4         | 3           |
| Guam                | 2     | 2         | 0           | 0        | 20        | 0           |
| Hong Kong           | 10    | 9         | 1           | 0        | 21        | 3           |
| Hongrie             | 1     | 0         | 0           | 1        | 1         | 8           |
| Indonésie           | 3     | 3         | 0           | 0        | 7         | 0           |
| Irak                | 1     | 1         | 0           | 0        | 5         | 0           |
| Iran                | 3     | 2         | 0           | 1        | 5         | 5           |
| Japon               | 5     | 1         | 0           | 4        | 1         | 21          |
| Jordanie            | 4     | 2         | 1           | 1        | 4         | 2           |
| Kazakhstan          | 1     | 0         | 1           | 0        | 0         | 0           |
| Kirghizistan        | 2     | 2         | 0           | 0        | 9         | 0           |
| Kosovo              | 1     | 0         | 0           | 1        | 0         | 1           |
| Malaisie            | 6     | 5         | 1           | 0        | 12        | 0           |
| Maldives            | 8     | 7         | 1           | 0        | 68        | 1           |
| Mongolie            | 1     | 1         | 0           | 0        | 13        | 0           |
| Népal               | 18    | 11        | 5           | 2        | 39        | 12          |
| Ouzbékistan         | 16    | 1         | 3           | 12       | 13        | 35          |
| Pakistan            | 4     | 4         | 0           | 0        | 22        | 2           |
| Palestine           | 1     | 0         | 1           | 0        | 1         | 1           |
| Philippines         | 2     | 2         | 0           | 0        | 13        | 0           |
| Roumanie            | 1     | 0         | 0           | 1        | 0         | 3           |
| Russie              | 2     | 0         | 0           | 2        | 0         | 10          |
| Serbie              | 1     | 0         | 0           | 1        | 0         | 2           |
| Singapour           | 1     | 1         | 0           | 0        | 5         | 0           |
| Sri Lanka           | 8     | 8         | 0           | 0        | 45        | 1           |
| Taipei chinois      | 8     | 0         | 1           | 7        | 3         | 31          |
| Thaïlande           | 6     | 0         | 0           | 6        | 3         | 20          |
| Timor oriental      | 1     | 1         | 0           | 0        | 4         | 0           |
| Tunisie             | 1     | 0         | 0           | 1        | 0         | 1           |
| Turkménistan        | 1     | 1         | 0           | 0        | 10        | 0           |
| Ukraine             | 1     | 0         | 0           | 1        | 2         | 3           |
| Venezuela           | 1     | 0         | 0           | 1        | 1         | 2           |
| Vietnam             | 7     | 0         | 1           | 6        | 4         | 17          |

### Bilan
| Rang | Équipe | Pts | J   | G  | N  | P  | Bp  | Bc  | Diff |
| ---- | ------ | --- | --- | -- | -- | -- | --- | --- | ---- |
| #    | Inde   | 283 | 180 | 88 | 19 | 73 | 468 | 333 | +135 |

### Les 10 meilleures buteuses
| Rang | Joueur               | Buts | Sél. | Première sélection | Dernière sélection |
| ---- | -------------------- | ---- | ---- | ------------------ | ------------------ |
| 1    | Bala Devi Ngangom    | 48   | 58   | 2007               | 20..               |
| 2    | Sasmita Malik        | 36   | 42   | 2007               | 2017               |
| 2    | Yumnam Kamala Devi   | 36   | 51   | 2010               | 2021               |
| 4    | Grace Dangmei        | 23   | 90   | 2013               | 20..               |
| 5    | Tababi Devi Thongam  | 19   |      | 1995               | 2011               |
| 6    | Bembem Devi Oinam    | 18   | 82   | 1995               | 2016               |
| 6    | Pyari Xaxa           | 18   | 37   | 2015               | 20..               |
| 8    | Indumathi Kathiresan | 17   | 59   | 2014               | 20..               |
| 9    | Anju Tamang          | 15   | 69   | 2016               | 20..               |
| 10   | Manisha Kalyan       | 14   | 48   | 2019               | 20..               |

## Entraîneurs de l'équipe d'Inde
| Name                           | Années    | Matchs | Victoires | Nuls | Défaites | % de victoire |
| ------------------------------ | --------- | ------ | --------- | ---- | -------- | ------------- |
| Sushil Bhattacharya            | 1975-2005 | 40     | 16        | 2    | 22       | 40            |
| Harjinder Singh                | 2005-2010 | 6      | 1         | 0    | 5        | 16,67         |
| Mohammad Shahid Jabbar         | 2010-2013 | 21     | 16        | 1    | 4        | 76,19         |
| Anadi Barua                    | 2013-2014 | 5      | 2         | 1    | 2        | 40            |
| Tarun Roy                      | 2014-2015 | 8      | 6         | 0    | 2        | 75            |
| Sajid Dhar                     | 2015-2017 | 11     | 7         | 3    | 1        | 63,63         |
| Maymol Rocky                   | 2017-2021 | 35     | 18        | 5    | 12       | 51,43         |
| Thomas Dennerby                | 2021-2023 | 21     | 7         | 3    | 11       | 33,33         |
| Suren Chettri (intérim)        | 2022      | 4      | 2         | 0    | 2        | 50            |
| Chaoba Devi Langam             | 2024      | 7      | 2         | 2    | 3        | 28,57         |
| Santosh Kashyap                | 2024      | 3      | 1         | 1    | 1        | 33,33         |
| Joakim Alexandersson (intérim) | 2024-2025 | 2      | 2         | 0    | 0        | 100           |
| Crispin Chettri                | 2025-     | 9      | 5         | 0    | 4        | 55,56         |
| Totals                         | Totals    | 180    | 88        | 19   | 73       | 48,89         |